# El fantasma del Gran Hotel
 (срп. Дух великог хотела) колумбијска је теленовела, продукцијске куће RCN, снимана 2009.

## Синопсис
Америко Ескивел, власник „Великог хотела“ (шп. Gran Hotel), бива мучен до смрти од стране својих сарадника, који желе да се домогну његовог блага.
Ирене Буенавентура почиње да ради у лифту хотела, али њена права мисија је да открије ко стоји иза мистериозног убиства Америка користећи своју способност да комуницира са мртвима. Заљубљује се у Мигела Тороа који је унајмљен од стране убица да пронађе благо не знајући праву истину о дон Америку.
Љубав између њих двоје ће се обистинити тек када успеју да победе заседу живих и тајне које обитавају око мртвих у „Великом Хотелу“.

## Улоге
| Глумац:              | Улога:              | Опис:                                                                                              |
| -------------------- | ------------------- | -------------------------------------------------------------------------------------------------- |
| Ана Лусија Домингез  | Ирене Буенавентура  | протагонисткиња, ради у лифту хотела, Мигелова девојка                                             |
| Мичел Браун          | Мигел Торо          | протагониста, инжењер, унајмљен да тражи благо у Великом Хотелу, Иренин дечко                      |
| Андреа Лопез         | Хулијета Ескивел    | антагонисткиња, бивша Мигелова девојка, умешана у стричево убиство, најбоља Адријанина пријатељица |
| Густаво Коредор      | дон Америко Ескивел | власник Великог Хотела, убијен од стране нећакиње и радника                                        |
| Едгардо Роман        | Енрике Ромеро       | антагонист, шеф обезбеђења у хотелу, такође умешан у убиство, жртва дон Америкове освете           |
| Карлос Серато        | Марко               | антагонист, обседнут Хулијетом, убија га Браулио                                                   |
| Луис Веласко         | Адолфо              | антагонист, директор специјалних догађаја, Хулијетин љубавник и бивши Адријанин супруг             |
| Хорхе Марин          | Хорхе               | антагонист, асистент шефа хотела, Хулијетин пријатељ и саучесник                                   |
| Глорија Гомез        | Отилија             | Иренина тетка и Бенхаминова мајка, дон Америкова љубавница, касније се открива да је Иренина мајка |
| Луис Едуардо Аранго  | Роке                | брат Есперансе и Отилије, Салмин отац, Иренин и Бенхаминов ујак                                    |
| Марија Пилар Алварес | Есперанса           | Отилијина и Рокеова сестра, Бенхаминова мајка                                                      |
| Моника Гомез         | Салма               | Рокеова кћерка, рођака Ирене и Бенхамина                                                           |
| Матео Руеда          | Бенхамин            | рођак од Ирене, Отилијин а касније се испоставља да је Есперансин син                              |
| Маргарита Ортега     | Адријана            | Мигелова сестра, Адолфова супруга и Хулијетина пријатељица, заљубљена у Рајдерсона                 |
| Алехандро Мартинес   | Рафаел              | свештеник, Мигелов пријатељ, гаји осећања према Салми                                              |
| Густаво Анхел        | Флавио              | психолог, Салмин дечко, умире од канцера                                                           |
| Рамсес Рамос         | Рајдерсон           | Адријанин асистент, заљубљен у њу                                                                  |
| Херардо де Франсиско | Габријел            | Адријан и Мигелов отац, Америков и Вирхилијов пријатељ, умире од инфаркта                          |
| Андреа Патапи        | Милена              | Адријанина и Мигелова рођака                                                                       |
| Хосе Луис Паниагуа   | Тулио               | заљубљеник у Есперансу                                                                             |
| Виња Маћадо          | Паола               | антагонисткиња, Тулиова бивша супруга                                                              |